# Mayanist
Een Mayanist is een wetenschapper die zich heeft gespecialiseerd in de archeologie, antropologie, geschiedenis of linguïstiek van de Maya's. (In de Spaanstalige wereld is het gebruikelijker van 'Mayist' (mayista) te spreken.) 
De term is in gebruik sinds de 19e eeuw. In ruimere zin worden tot de Mayanisten ook gerekend vroege ontdekkingsreizigers en personen die alleen incidenteel belangrijke bijdragen aan de kennis van de Maya's hebben geleverd. In engere zin wordt de term vooral gebruikt voor personen die hebben bijgedragen aan de ontcijfering van het Mayaschrift. 
Ofschoon in de twintigste eeuw verreweg de meeste Mayanisten in de Verenigde Staten werken en werkten, treden de laatste jaren de Europese Mayanisten (onder wie ook enkele Belgen en Nederlanders) geleidelijk meer op de voorgrond. Hun organisatie heet WAYEB en heeft een eigen website.

## Lijst van Mayanisten

### Uit het verleden
- Charles Etienne Brasseur de Bourbourg (1814-1874), Fransman, ontdekte en publiceerde voor het eerst de Popol Vuh (1861), het dansdrama Rabinal achi, Diego de Landa's 'Relaas' (1863), en het Troano-deel van de Codex Tro-Cortesianus, nu meest Codex van Madrid geheten (1869/70).
- Frederick Catherwood (1799-1854), Engelsman, ontdekte verschillende steden en beschreef onder andere Copán, Quiriguá, Tecpán, Utatlán, Palenque, Uxmal.
- Ernst Förstemann (1822-1906), Duitser, helderde de rekenkundige en kalendarische structuur van de belangrijkste Maya-codex, die van Dresden, op.
- Diego de Landa (1524-1579), Spanjaard, vernietigde als missionaris een groot aantal Mayacodices, maar legde ook waardevolle informatie over de gebruiken en het schrift van de Maya's vast.
- Joeri Knorozov (1922-1999), Rus, geldt als de grondlegger van het moderne onderzoek naar het Klassiek Maya.
- Augustus Le Plongeon (1825-1908), Fransman, legde de grote vindplaatsen van Yucatán voor het eerst fotografisch vast. Zijn theorieën over de Maya's waren echter vergezocht en worden door de academische gemeenschap verworpen.
- Teobert Maler (1842-1917), Duitser, en Alfred Maudslay (1850-1931), Brit, trokken het oerwoud in om de monumenten van de Klassiek-Mayaanse tempelsteden te fotograferen en te documenteren.
- Sylvanus Morley (1883-1948), Amerikaan, werkte aan de ontcijfering van het Mayaschrift en leidde de opgravingen in Chichén Itzá.
- Tatiana Proskouriakoff (1909-1985), Russisch-Amerikaanse, geldt als de grondlegster van het moderne onderzoek naar de Klassiek-Mayaanse dynastieke geschiedenis.
- Ralph L. Roys (1879-1965), Amerikaan, heeft baanbrekend werk verricht op het gebied van het 16e-eeuwse Yucateeks door zijn vertalingen van uitzonderlijk moeilijke teksten als het Boek van Chilam Balam van Chumayel en het Ritueel van de Bacabs (een verzameling geneeskundige rituelen). Daarnaast heeft hij de oude vorstendommen van Yucatán in kaart gebracht.
- Alberto Ruz (1906-1979), Mexicaan, was hoofd van de Maya-afdeling van het Mexicaanse Nationaal Instituut voor Antropologie en Geschiedenis (INAH) en ontdekte het graf van de zevende-eeuwse vorst Pakal, beter bekend als Pacal de Grote.
- Linda Schele (1942-1998), Amerikaanse, heeft de Amerikaanse Mayanistiek sterk gedynamiseerd (Texas Workshops) en belangrijke bijdragen geleverd op het terrein van de ontcijfering van het Mayaschrift, de dynastieke geschiedenis, en de iconografie.
- J. Eric S. Thompson (1898-1975), Brit, is op haast alle terreinen werkzaam geweest: de ontcijfering van het Klassiek-Mayaans, de vroeg-koloniale geschiedenis van de Mayavolken (ethnohistorie), de mythologie, en de archeologie. Van hem is een nog altijd in gebruik zijnde Catalogus van Mayahiërogliefen en een zeer omvangrijke Inleiding tot het Mayaanse hiërogliefenschrift.

### In het heden
- Claude Baudez
- Michael D. Coe
- Ian Graham
- Nikolai Grube
- Stephen Houston
- Carlos Lenkersdorf
- Victoria Reifler Bricker
- David Stuart
- Karl Taube